# Gil Clary
Gil Clary, de son vrai nom Jeanne Fernande Conte, est une actrice française née le 16 mai 1894 à Bordeaux et morte le 8 mars 1968 au Kremlin-Bicêtre.
Elle est une des actrices fétiches de Roger Lion.

## Filmographie

### Cinéma
- 1909 : Cœur de femme de Camille de Morlhon
- 1919 : Un ours de Charles Burguet : Lorette
- 1923 : La Roue d'Abel Gance : Dalilah
- 1923 : Le Fantôme d'amour de Roger Lion : Leonor
- 1923 : Les Yeux de l'âme de Roger Lion : Isolda
- 1924 : La Fontaine des amours de Roger Lion : Josefa Perez / Inès de Castro
- 1925 : La Clé de voûte de Roger Lion : Mme Lanson
- 1925 : Princesse Lulu de Donatien et René Leprince : Mme Juillard
- 1926 : Jim la Houlette, roi des voleurs de Pierre Colombier, Roger Lion et Nicolas Rimsky : Mme Clisson
- 1926 : La Chèvre aux pieds d'or de Jacques Robert : la Religieuse
- 1927 : Les Fiançailles rouges de Roger Lion : Louise Lardic
- 1929 : Amour de louve de Roger Lion
- 1929 : L'Appel de la chair de Roger Lion : Denise
- 1929 : Un soir au Cocktail's Bar de Roger Lion : Mme Myrtil-Breton
- 1930 : Eau, gaz et amour à tous les étages de Roger Lion
- 1931 : Une belle garce de Marco de Gastyne : Mme Rabbas
- 1931 : Allô... Allô... de Roger Lion
- 1931 : Le Lit conjugal de Roger Lion : Gilberte Hardouin
- 1931 : Y'en a pas deux comme Angélique de Roger Lion
- 1933 : Rocambole de Gabriel Rosca
- 1933 : Trois Balles dans la peau de Roger Lion : Mme Dartois
- 1934 : Fanatisme de Tony Lekain et Gaston Ravel : La Princesse Mathilde